# Ерцу
Ерцу (итал. Jerzu) — коммуна в Италии, располагается в регионе Сардиния, подчиняется административному центру Нуоро.
Население составляет 3 151 человека (30-6-2019), плотность населения составляет 30,71 чел./км². Занимает площадь 102,61 км². Почтовый индекс — 8044. Телефонный код — 0782.
Покровителем коммуны почитается святой Эразм, празднование 2 июня.

## Примечание
1. ↑  Statistiche demografiche ISTAT. demo.istat.it. Дата обращения: 22 ноября 2019. Архивировано из оригинала 24 июля 2019 года.